# 2021年11月逝世人物列表
2021年逝世人物列表：1月 - 2月 - 3月 - 4月 - 5月 - 6月 - 7月 - 8月 - 9月 - 10月 - 11月 - 12月
2021年11月逝世人物列表，是用于汇总2021年11月期间逝世人物的列表。

## 依日期排序

### 30日
- 馬庫斯·蘭姆（英语：Marcus Lamb），64歲，美國企業人物，基督教電視網絡“晨星電視網絡（英语：Daystar (TV network)）”聯合創始人兼首席執行官。死於COVID-19。[1]
- 三遊亭圓丈（日語：三遊亭 円丈），76岁，日本落语家，曾在特攝劇《忍者战队隐连者》剧中担任旁白解说，心臟衰竭離逝。[2]
- 劉廣英，86歲，台灣資深氣象學者、中華民國空軍退役少將。[3]
- 王新房，87岁，中国医学家，华中科技大学同济医学院附属协和医院超声医学科创始人、中国超声心动图之父、病逝。[4]
- 欧阳绍仪，87岁，中国政治人物，原江西省林业厅厅长。[5]
- 乔纳森·彭罗斯（英語：Jonathan Penrose），88岁，英国国际象棋棋手，特级大师。[6]
- 徐叔华，90岁，中国湖南花鼓戏剧作家、湖南戏曲研究所副所长、中国戏剧家协会会员、歌曲《浏阳河》词作者，病逝。[7]
- 李景云，91岁，中国政治人物，茂名市政协原副主席。[8]

### 29日
- 弓跃，62岁，中国政治人物，太原市人大常委会原主任。[9]
- 拉馬爾·霍伊特（英語：LaMarr Hoyt），66歲，美國棒球運動員，1983年美聯賽揚獎得主。[10]
- 金扎·克洛杜马尔（英語：Kinza Clodumar），76岁，瑙鲁政治人物，前总统（1997年–1998年）。[11]
- 亚历山大·扎伊采夫（俄語：Александр Зайцев），76岁，俄罗斯天文学家。[12]
- 段艺兵，76岁，中国秦腔表演艺术家、二级演员、天水市秦剧团秦腔须生名家，病逝。[13]
- 方明，本名崔明德，80岁，中国播音员。[14]
- 邹振隆，82岁，中国天文学家，国家天文台研究员。[15]
- 胡景锺，95歲，中国宗教哲学家，复旦大学哲学系教授、原系主任。[16]
- 陈笑风，98岁，中国粤剧表演艺术家、粤剧风腔艺术创始人，病逝。[17]
- 杨白林，本名杨尚璞，99岁，中国政治人物，原中共中央政治研究室资料员，廖汉生之妻，杨尚昆之妹。[18]

### 28日
- 維吉爾·阿布洛（英語：Virgil Abloh），41歲，美國時尚設計師，路易威登集團男裝藝術總監，因心臟血管肉瘤去世。[19]
- 張耀南，58歲，中國哲學家。[20]
- 中村吉右衛門，77歲，歌舞伎演員，日本重要無形文化財保持者。[21]
- 諾羅敦·拉那烈，77岁，柬埔寨政治家、法學家，首相（1993–1997）、國民議會議長（1998–2006）。[22]
- 弗兰克·威廉姆斯（英語：Frank Williams），79歲，英國商人，汽車賽車手及機械工程師。一級方程式賽車威廉士車隊共同創辦人。[23]
- 莱拉·哈尔梅（芬蘭語：Laila Halme），87岁，芬兰歌手。[24]
- 李·埃尔德（英语：Lee Elder），87歲，美國职业高尔夫球運動員，歷史上第一個非裔運動員參加1975年美国名人赛。[25]
- 孫秉樞，96歲，香港企業人物，東方表行非執行董事，病逝。[26]
- 安德魯·安德烈耶維奇（俄語：Андрей Андреевич），98岁，俄罗斯王位觊觎者，罗曼诺夫家族首领（2016年-2021年）。[27]

### 27日
- 张晓杰，36岁，中国消防员，任职于福建省泉州市消防救援支队，在福建省泉州晋江市陈埭镇鹏头村一厂房灭火救援时被大火围困殉職。[28]
- 托爾·艾克霍夫（英语：Apetor），57歲，網名，挪威YouTuber、冒險家，在挪威孔斯贝格意外墜落到Jakobs Dam冰河中身亡。[29]
- 阿尔穆德娜·格兰德斯（西班牙語：Almudena Grandes），61歲，西班牙小說家。[30]
- 莫尼克·博多（法語：Monique Baudot），75岁，法国人，越南阮朝末代皇帝保大帝的第二任正妻。[31]
- 孙东民，76岁，中国新闻工作者，人民日报国际部原副主任。[32]
- 尼玛占堆，76岁，中国政治人物，西藏自治区人大常委会原副主任。[33]
- 马蒂·凯诺宁（芬蘭語：Matti Keinonen），80岁，芬兰冰球运动员。[34]

### 26日
- 蕭清芬，86歲，台灣牧師，教育家。政治人物蕭美琴生父。[35]
- 迈克尔·费希尔（英語：Michael Fisher），90歲，英国物理学家。[36]
- 斯蒂芬·桑德海姆（英語：Stephen Joshua Sondheim），91岁，美国曲作家、词作家（《西区故事》、《伙伴们》、《理发师陶德》），九次托尼奖得主、八次格莱美奖得主、1990年奥斯卡金像奖得主。[37]
- 道格·考伊（英語：Doug Cowie），95岁，苏格兰足球运动员。[38]
- 石毅，97岁，中国政治人物，景德镇市人大常委会原副主任。[39]
- 瞿独伊，100岁，中国新闻工作者，七一勋章获得者，中共早期领袖、烈士瞿秋白继女。[40]

### 25日
- 王力平，81岁，中国政治人物，上海市政协主席（1998年－2003年）。[41]
- 亚历山大·奥梅利琴科（英语：Oleksandr Omelchenko），83歲，烏克蘭政治人物，前基輔市長（1999–2006）、議員（2007–2012），死於COVID-19。[42]

### 24日
- 维斯瓦夫·哈特曼（波蘭語：Wiesław Hartman），71岁，波兰马术运动员。[43]
- 葛根塔娜，85岁，中国蒙古族导演、词曲作家，曾任内蒙古电影制片厂厂长。[44]
- 王德堃，86岁，中国脑电图学专家，农工党山西省委员会原主委。[45]
- 歐大年（英語：Daniel Lee Overmyer），86岁，加拿大历史学家。[46]

### 23日
- 全斗焕（韓語：전두환），90歲，大韩民国政治人物，第11、12任总统，因多发性骨髓瘤去世。[47]
- 克里斯托弗·博姆（英語：Christopher Boehm），90岁，美国文化人类学家。[48]
- 詹姆斯·菲茨-艾伦·米切尔（英語：James Fitz-Allen Mitchell），90岁，圣文森特和格林纳丁斯政治人物，前总理（1984年-2000年）。[49]
- 范承秀，99岁，中华人民共和国开国少将谷景生夫人，中共第十七届中央政治局委员薄熙来岳母。[50]
- 胡庸，99岁，中国政治人物，原广州市第七中学校长。[51]

### 22日
- 马渊良（日語：馬淵 良），88岁，日本跳水运动员。[52]
- 诺亚·戈登（英语：Noah Gordon (novelist)），95岁，美国小说家。[53]

### 21日
- 維拉華蒂·法吉林，64歲，印尼羽球運動員，因身染肺癌離世。[54]
- 张丕基，84岁，中国作曲家。[55]
- 马德山，91岁，中国政治人物，哈尔滨市道里区人大常委会原主任。[56]
- 罗伯特·布莱（英語：Robert Bly），94岁，美国诗人、作家、社会活动家。[57]

### 20日
- 马明亮，57岁，中国企业家，中材节能股份有限公司党委书记、董事长、代总裁，因突发疾病离世。[58]
- 彼得·艾克洛德（英语：Peter Aykroyd），66歲，加拿大演員、喜劇演員和編劇，丹·艾克洛德的弟弟。[59]
- 葉清方，74歲，馬來西亞演員，死於糖尿病併發症。[60]
- 關根信昭（日語：関根 信昭），87岁，日本声优。[61]
- 侯溪濱，93歲，台灣人，新北市市長侯友宜父親。[62]
- 朱良璧，108歲，中國數學家、浙江大學數學系教師，數學家陈建功之妻。[63]

### 19日
- 诺曼·韦伯斯特（英語：Norman Webster），80岁，加拿大新闻工作者。[64]
- 舍普夫林·捷尔吉（匈牙利語：Schöpflin György），81歲，匈牙利政治人物，於2004至2019年擔任欧洲议会议员。[65]
- 唐·柯基斯（英語：Don Kojis），82岁，美国职业篮球运动员。[66]
- 李昌道，90岁，中国法学家，上海市高级人民法院原副院长，第八、九届全国政协委员。[67]

### 18日
- 李铁，53岁，中国男演员、一级演员，代表作《三国演义》电视剧扮演“刘禅”，因胃出血离世。[68]
- 蔡高茂，58歲，马来西亚醫師，卫生部传统与辅助医药局副总监。[69]
- 吕子明，77岁，中国新闻工作者，文汇报原副总编辑。[70]
- 彼得·巴克（英語：Peter Buck），90岁，美国餐饮家，赛百味联合创始人。[71]
- 阿德希尔·扎赫迪（波斯語：اردشیر زاهدی），93岁，伊朗政治人物，外交部长（1966年-1971年）。[72]

### 17日
- 小阿道夫·松頓（英语：Young Dolph），36歲，美國饒舌歌手，被槍殺。[73]
- 安东尼奥·莱亚尔·拉夫林（西班牙語：Antonio Leal Labrín），71岁，智利政治人物，众议院议长（2006年-2007年）。[74]
- 孫道存，72歲，台灣企業家，太平洋電信電纜公司前董事長，因肺癌离世。[75]
- 伊戈尔·杰尼索夫（俄语：Денисов, Игорь Николаевич (медик)），80岁，苏联物理学家与政治家，曾任健康部长。[76]
- 宋广义，95岁，中国政治人物，鹰潭市总工会原主席。[77]

### 16日
- 卡米尔·杜尔佐克（英语：Kamil Durczok），53岁，波兰记者。[78]
- 纳德里安·西曼（英語：Nadrian Seeman），75岁，美国晶体学家。[79]
- 朱光，100歲，中國軍事人物。[80]

### 15日
- 胡里奥·卢戈（西班牙語：Julio Lugo），45岁，多米尼加棒球运动员。[81]
- 贾森·普卢默（英語：Jason Plummer），52岁，澳大利亚游泳运动员。[82]
- 张逸民，78岁，中国壁画家，山东工艺美术学院原院长。[83]
- 林聖賢，84歲，台灣物理化學家，曾任美國亞歷桑納州立大學化學系教授、中央研究院原子與分子科學研究所所長，當選中研院第15屆院士。[84]
- 布威纳（德語：Werner Burger），85岁，德国钱币学者。[85]
- 梁润钜，88岁，中国政治人物，广州市海珠区人大常委会原主任。[86]
- 孔德懋，105岁，中國政治人物，孔子第77代嫡孙女，第32代衍圣公孔德成之姊，中国人民政治协商会议第六届、七届、八届全国委员会委员。[87]

### 14日
- 陳本恩，年紀不詳，臺灣資深音樂人，因食道癌病逝。[88]
- 胡伯澤，55岁，台灣企業家，雨衣大廠達新工業董事兼總經理。[89]
- 王随生，73岁，中国足球运动员、足球教练，河南建业历史上执教时间最长的主教练，病逝。[90]
- 路易斯·科斯特尔（英語：Luis Köster），79岁，乌拉圭篮球运动员。[91]
- 杨茂林，83岁，中国作家，一级作家、中国作家协会会员、忻州文联主席兼党委书记、北宋名将杨继业36世孙，病逝。[92]
- 维尔吉尼奥·皮扎利（義大利語：Virginio Pizzali），86岁，意大利自行车运动员。[93]
- 魏柏·史密斯（英语：Wilbur Smith），88歲，南非小說家。[94]
- 韓雷，101歲，中國政治人物，中國農業銀行原行長、黨組書記。[95]

### 13日
- 克莉絲蒂·吉爾斯（英語：Christy Giles），24歲，美國模特兒。[96]
- 孔源，36岁，中国历史学者，首都师范大学教师。[97]
- 郭振萍，57岁，中国政治人物，河南省信阳市潢川县政协主席，因抑郁症坠楼身亡。[98]
- 哈迪亚·哈拉夫·阿巴斯（阿拉伯語：هدیة خلف عباس），63岁，叙利亚政治人物，人民议会议长（2016年-2017年）。[99]
- 時崎雄司（日語：時崎 雄司），81歲，日本政治人物，曾任眾議院議員。[100]
- 和田惠美（日語：ワダ·エミ），84歲，日本服裝設計師。[101]
- 卢华复，87岁，中国地质学家，南京大学教授。[102]
- 约翰·皮尔森（英語：John Pearson），91岁，英国小说家，传记作家。[103]
- 長谷川和夫（日語：長谷川 和夫），92歲，日本醫師，失智症治療權威學者。[104]
- 刘胤汉，94岁，中国地理学家、地理教育家，陕西师范大学地理科学与旅游学院教授。[105]

### 12日
- 陳建軍，24歲，中國消防員，任职於安徽省亳州市消防救援支隊，在頂樓飛撲救一名企圖跳樓的女子時雙雙坠楼。[106]
- 马修·费斯汀（英語：Matthew Festing），71岁，马耳他骑士团大教长（2008年-2017年）。[107]
- 洛塔尔·克莱斯格斯（德語：Lothar Claesges），79岁，德国自行车运动员。[108]
- 张雅萍，82岁，中国医务工作者，原第三军医大学第一附属医院烧伤研究所研究员。[109]
- 古葉竹識（日語：古葉 竹識），85歲，日本職業棒球運動員，曾效力廣島鯉魚及南海鷹（今福岡軟銀鷹）。[110]
- 川崎恭治（日語：川崎 恭治），91岁，日本物理学家。[111]

### 11日
- 格伦·德弗里斯（英語：Glen de Vries），49歲，美國企業家，医疗数据解决方案公司Medidata Solutions的创始人，10月13日甫搭乘藍色起源公司的新雪帕德火箭上太空。因私人飛機空難身亡。[112]
- 李應元，68歲，台灣政治人物，曾任立法院立法委員、行政院秘書長、行政院勞工委員會主任委員、行政院環境保護署署長、駐泰國代表，死於壺腹癌。[113]
- 卡尔·冯埃森，81岁，瑞典击剑运动员。[114]
- 弗雷德里克·威廉·德克勒克，85岁，南非共和國前总统，1993年諾貝爾和平獎共同得主，死於间皮瘤。[115]
- 穆祥豪，86岁，中国游泳运动员、原中国国家游泳队总教练、原美国游泳教练委员会委员，死於突发心脏病。[116]
- 沈福存，87歲，中国京剧表演艺术家，一级演员，享受国务院特殊津贴，中国戏曲学院特聘教授、重庆京剧院终身艺术顾问。[117]
- 叶夫根尼·伊万诺维奇·恰佐夫（俄語：Евге́ний Ива́нович Ча́зов），92岁，苏联医学家，卫生部部长（1987年-1990年），国际防止核战争医生组织联合创始人。[118]
- 刘小石，93岁，中国建筑学家，北京市城市规划管理局总建筑师。[119]

### 10日
- 李鸿雁，30岁，中国医生，延边大学附属医院血液内科医生，死於突发疾病。[120]
- 卢军宏，62歲，華裔澳洲宗教人物，“观世音菩萨心灵法门”创始人、澳洲东方华语电台台长。[121]
- 李林，98岁，中国临床检验专家，北京协和医院检验科原主任。[122]

### 9日
- 郑少雄，24岁，中国留学生，在芝加哥遭遇持枪抢劫枪杀身亡。[123]
- 魏永康，38岁，中国湖南省年龄最小的大学生，曾有“东方神童”之稱，死於突发疾病。[124]
- 郭明正，67歲，台灣賽德克族文史工作者，族名Dakis Pawan，《賽德克·巴萊》電影族語顧問和電影劇本翻譯。[125]
- 楠莉（原名：张桂云），82岁，中国书画家、诗人范曾的第3任妻子。[126]
- 秦肖玉，87岁，中国昆曲表演艺术家，北方昆曲剧院建院元老。[127]
- 薛辉，94岁，中国政治人物，最高人民检察院原人事厅副厅长。[128]
- 周雅光，95岁，中国政治人物，陕西省政协主席（1988年－1998年）。[129]
- 瀨戶內寂聽（日語：瀬戸内 寂聴），99歲，日本小說家、佛教僧侶，德島縣德島市名譽市民，曾任敦賀短期大學校長。[130]

### 8日
- Alarm，20歲，韓國電競選手，本名김경보。[131]
- 梅迪娜·狄克逊（英語：Medina Dixon），59岁，美国女子篮球运动员，1992年夏季奥运会铜牌得主。[132]
- 菅沼孝三（日語：菅沼 孝三），62歲，日本爵士鼓手，死於大腸癌。[133]
- 細木數子（日語：細木 数子），83歲，日本算命師。呼吸衰竭而逝。[134]
- 杨嘉仁，86岁，中国诗人，河南诗词学会副会长兼《中州诗词》副主编。[135]

### 7日
- 廖清林，52岁，中国政治人物，海南大学党委副书记。[136]
- 胡运权，84岁，中国运筹学家，哈尔滨工业大学教授。[137]
- 狄恩·史達威爾（英語：Dean Stockwell），85歲，美國演員。1959年電影《兇手學生》（Compulsion）及1962年電影《日以繼夜》（Long Day’s Journey Into Night）兩奪坎城影展最佳男主角。[138]
- 郑科扬，90岁，中国政治人物，中共中央政策研究室原副主任。[139]
- 林亮，原名顧林晾，91歲，中國電影製作人，前公安部常務副部長顧林昉胞妹。1986年代表作《血戰台兒莊》獲中國電影金雞獎多項成績。[140]
- 孙执中，101岁，中国政治人物，中共浙江省委组织部原副部长。[141]

### 6日
- 蕭恩·羅登（英语：Shawn Rhoden），46歲，牙買加裔美國健美運動員，2018年獲奧林匹克先生頭銜。[142]
- 朱章苓，83岁，中国政治人物，原国家体委训练竞赛三司司长。[143]
- 帕沃尔·莫尔纳，85岁，斯洛伐克足球运动员。[144]
- 莫琳·克里夫（英語：Maureen Cleave），87岁，英国记者。[145]
- 尤希姆·兹维亚希尔斯基（烏克蘭語：Юхим Звягільський），88岁，乌克兰代理总理（1993–1994），顿涅茨克市长（1992–1993），死于Covid-19。[146]
- 孟富林，89岁，中国政治人物，安徽省人民代表大会常务委员会原主任、党组书记，病逝。[147]
- 列昂尼德·西甘（俄語：Лейзор Шулимович Сиган），98歲，俄羅斯播音員。[148]

### 5日
- 瑪麗莉亞·梅東薩（葡萄牙語：Marília Mendonça），26歲，巴西女歌手，空難身亡。[149]
- 吉本欣司（日語：吉本 欣司），55歲，日本動畫導演。[150]
- 杨永泉，67岁，中国企业人物，曾任广州有色金属集团有限公司党委书记、董事长。[151]
- 阮涅（英语：Nguon Nhel），78歲，柬埔寨政治人物，國會議員（1993年起）、農業部長（1989–1993）。[152]
- 史帝夫·雷斯特佛（英語：Steve Restivo），81歲，美國演員和製片人，肺癌和Covid-19併發症。[153]
- 董鉴泓，95岁，中国城市规划学家。[154]
- 陈菊梅，96岁，中国医学家，中国人民解放军第三〇二医院专家组组长、主任医师、教授，病逝。[155]

### 4日
- 杨文军，49岁，中國醫師，世界中医联合会糖尿病学会理事，中华中医药学会糖尿病学会委员，山东中医药学会糖尿病专业委员会委员。[156]
- 云妮莎·安琪（英语：Vanessa Angel (Indonesian actress)），28岁，印度尼西亚歌手，车祸身亡。[157]
- 南大酋（英语：Ibedul Gibbons）（Ibedul Yutaka Miller Gibbons），77歲，帕勞政治人物，最高傳統酋長。在台灣病逝。[158]
- 川嶋辰彦（日語：川嶋 辰彦），81岁，日本經濟學家。秋篠宮文仁親王妃紀子的生父。[159]
- 俞士汶，82岁，中国计算语言学家，北京大学教授。[160]
- 罗肇鸿，85岁，中国世界经济学家，中国社会科学院世界经济与政治研究所研究员。[161]
- 露丝·安·明纳（英語：Ruth Ann Minner），86岁，美國政治人物，特拉华州州长（2001年-2009年）。[162]

### 3日
- 施純全，60歲，台灣中醫師、中華民國中醫師公會全國聯合會副理事長，死於急性心肌梗塞。[163]
- 黑尔佳·林德纳（德語：Helga Lidner），70岁，德国游泳运动员。[164]
- 湯曜明，80歲，中華民國軍人，陸軍退役一級上將，曾任陸軍總司令、參謀總長及國防部長。[165]
- 左方，86岁，中国传媒人物，《南方周末》创始人之一、前主编。[166]
- 菊池康郎（日語：菊池 康郎），92歲，日本圍棋選手。[167]

### 2日
- 小川洋（日语：小川洋），72歲，日本政治人物，前福岡縣知事。死於肺腺癌。[168]
- 維克托·普佳京（烏克蘭語：Путятін Віктор Павлович），80歲，烏克蘭擊劍運動員、奧運會銀牌得主。[169]
- 张子深，笔名张弓、张寒，82岁，马来西亚作家、报人。[170]
- 鲁比·里奇曼（英語：Ruby Richman），87岁，加拿大篮球运动员。[171]
- 李泽厚，91岁，中国哲学家。[172]
- 哈姆杜拉·莫赫利斯，年齡不詳，阿富汗伊斯蘭酋長國副國防部長，伊斯蘭武裝組織哈卡尼網絡成員，被伊斯蘭國呼羅珊省設伏擊射殺。[173]
- 李江寧，年齡不詳，中國企業家，浙江長安仁恆股份有限公司獨立非執行董事及審核委員會成員。[174]

### 1日
- 蔡向阳，41岁，中国基金经理。[175]
- 内尔森·弗莱雷（葡萄牙語：Nelson Freire），77歲，巴西钢琴家。[176]
- 朱清發，85歲，台灣政治人物，前三重市長。[177]
- 张思敬，91岁，中国政治人物，清华大学原副校长。[119]
- 亞倫·貝克（英語：Aaron Temkin Beck），100歲，美國精神病學家（認知療法、貝克抑鬱量表），貝克認知行為療法研究所的聯合創始人。[178]